# Avord
Avord è un comune francese di 2 689 abitanti situato nel dipartimento del Cher, nella regione del Centro-Valle della Loira. Ha dato i natali a Santa Elisabetta della Trinità, al secolo Élisabeth Catez, ivi nata il 18 luglio 1880.

## Società

### Evoluzione demografica
Abitanti censiti